# 게오르크 카이저

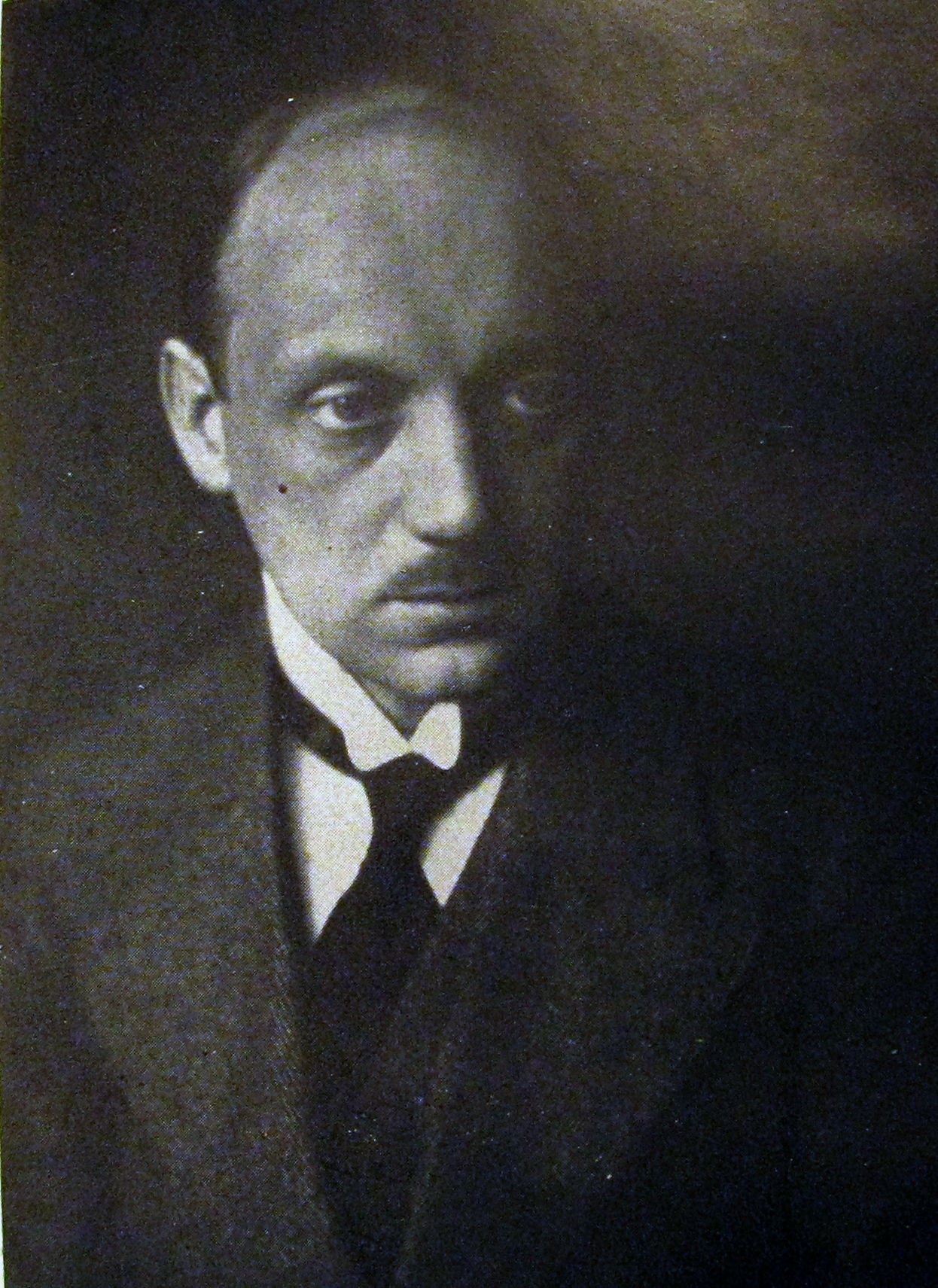

게오르크 카이저(Friedrich Carl Georg Kaiser, 1878년 11월 25일 ~ 1943년 6월 4일)는 독일의 극작가다.
사고(思考)의 유희자로 불리며, 기교적으로도 뛰어난 드라마를 통해서 자기의 사상을 표현했다. <칼레의 시민>(1916)에서 보여준 새로운 인간에의 기대나, <아침부터 밤까지>의 형식은 표현주의와의 유연(類緣)을 생각하게 한다. 흥행적으로도 성공한 <평행(平行)> <오페라의 화재> 등 여러 작품을 발표했으나 2부작 <가스>에서는 기술문명과 인간의 대결을 주요 테마로 삼고 있다. 스위스로 망명한 만년에는 반전극(反戰劇)인 <병사 타나카>와 그 밖에 고전극의 개작을 발표한 바 있다.

## 생애
게오르크 카이저(Georg Kaiser)는 1878년 11월 25일 마그데부르크에서 상인 프리드리히 카이저와 부인 안토니 안톤의 여섯 아들 중 다섯째로 태어났다. 그는 교사와 교육과정에 대한 불만으로 김나지움을 중퇴한 후 3년간 상업 수업을 받았다. 서점과 수출입상에서 수습사원으로 일하면서도 항상 플라톤과 니체를 읽고, 바흐와 베토벤의 음악을 듣기를 좋아했다. 1898년에 카이저는 석탄 운반 인부로서 화물선을 타고 남아메리카로 가서 3년간 부에노스아이레스의 아에게(AEG) 지사의 경리 사원으로 일한다. 그러나 말라리아에 걸려 스페인, 이탈리아를 거쳐 다시 독일로 돌아와서는 주로 마그데부르크에 머물면서 작품 활동을 시작, 25세에 첫 작품으로 희비극 ＜클라이스트 교장＞을 발표했다. 1908년 10월에 카이저는 부유한 상인 가문 출신의 마르가레테 하베니히트(Margarethe Habenicht)와 결혼해 제하임 안 데어 베르크슈트라세로 이사했으며, 1911년에는 바이마르에도 겨울을 날 별장을 갖게 되었다. 1915년에 처음으로 그의 작품 ＜학생 페게자크 사건＞이 빈에서 공연되었다. 1917년 ＜칼레의 시민들＞과 ＜아침부터 자정까지＞의 초연으로 카이저는 극작가로서 최초의 성공과 명성을 얻는다. 이후 카이저의 작품 중 40편 이상이 세계 각국에서 초연됨으로써 명실상부한 세계적 극작가로 부상한다. 1944년에 세 편의 그리스 희곡들 중 마지막 작품인 ＜벨레로폰＞을 끝내고 소설 ≪아르트≫를 집필하던 중 1945년 6월 4일에 혈관이 막히는 색전증으로 아스코나에서 67세를 일기로 세상을 떠났다.